# Kelurahan Ploso (administrativ by i Indonesien, lat -7,25, long 112,77)
Kelurahan Ploso är en administrativ by i Indonesien.   Den ligger i provinsen Jawa Timur, i den västra delen av landet, 700 km öster om huvudstaden Jakarta.